# Simferopolj
Simferopolj, Simferopol ili Simferopol' (ukr.: Сімферополь, rus.: Симферополь, krim.: Aqmescit) je glavni grad Autonomne Republike Krim u Ukrajini. Grad ima 363.000 stanovnika.
Od Simferopolja kreće Krimski trolejbus, najduža trolejbusna linija na svijetu do Jalte na Crnom moru.

## Povijest
U oblasti današnjeg Simferopolja u 2. stoljeću pr. Krista nalazila se prijestolnica skitske države, Neapolis. Kasnije je grad bio poznat po grčkom imenu Neapolis Skitika. Ovaj grad su uništili Goti u 3. stoljeću.
Početkom 16. stoljeća tu je nastala krimskotatarska tvrđava Aqmescit. To je bilo sjedište zapovjednika otomanskog Krimskog Kanata. Poslije ruskog zauzimanja Krima u Rusko-turskom ratu 1768. – 1774., grad Simferopolj je osnovan naredbom carice Katarine Velike 1784.
Simferopolj je 25. rujna 1992. postao glavni grad Republike Krim, koja se od 1995. zove Autonomna Republika Krim.